# Astrogorgia sinensis
Astrogorgia sinensis är en korallart som först beskrevs av Addison Emery Verrill 1865.  Astrogorgia sinensis ingår i släktet Astrogorgia och familjen Plexauridae. Inga underarter finns listade.